# Bartolo (California)
Bartolo es un área no incorporada ubicada en el condado de Los Ángeles en el estado estadounidense de California.

## Geografía
Bartolo se encuentra ubicada en las coordenadas 34°0′23″N 118°3′44″O / 34.00639, -118.06222.